# Chiesa di Sant'Ambrogio (Faido)
La chiesa di Sant'Ambrogio' è un edificio religioso romanico che si trova a Chironico, frazione del comune svizzero di Faido.

## Storia
La prima menzione dell'edificio è del 1223 e la sua costruzione risale al periodo fra il tardo XII secolo e il primo Duecento, anche se un'indagine archeologica condotta nel 1941 ha rivelato l'esistenza di un'aula dotata di abside risalente all'Alto Medioevo. Nel corso dei secoli, tuttavia, la chiesa subì importanti rimaneggiamenti: una prima modifica, consistente nella trasformazione in un edificio romanico davanti al quale si trovava un portico, fu operata all'inizio del XIV secolo, per concludersi nel 1338 (come indica un'iscrizione all'interno dell'edificio). Nel 1580, inoltre, fu realizzato il soffitto, in legno dipinto, poi sostituito nel 1897 da una volta a botte. Anche questa, tuttavia, andò perduta per un crollo avvenuto nel 1923 e fu rimpiazzata, nel 1952, da un nuovo soffitto ligneo. Nel XVIII secolo le absidi furono decorate con stucchi. Nel 1897, inoltre, fu realizzato il campanile, furono rimossi gli affreschi presenti sulla facciata, le pareti della navata furono rialzate e l'arco ribassato a divisione delle campate fu eliminato. Nel 1952, infine, furono recuperati gli affreschi e gli stucchi delle absidi, furono ripristinate le monofore che davano loro luce e fu recuperato l'antico campanile a vela.